# Aloeides pringlei
Aloeides pringlei е вид насекомо от семейство Синевки (Lycaenidae). Видът е световно застрашен, със статут Уязвим.

## Разпространение
Разпространен е в Южна Африка.